# Spetze
Die Spetze ist ein Bach in Sachsen-Anhalt, der namentlich als Abfluss des Schloßteichs Flechtingen beginnt und nach 15,5 km bei Lockstedt in die Aller mündet. Als ihr Oberlauf ist die südwestlich von Flechtingen entspringende und in den Schloßteich mündende Große Renne definiert (GKZ 48121 u. 48123). Die Spetzeniederung umfasst die Orte Lockstedt, Rätzlingen, Kathendorf, Etingen, Everingen und Eickendorf und ist als Vorranggebiet für Hochwasserschutz ausgewiesen. Die Talaue der Spetze besteht vorwiegend aus Grünlandflächen.

## Verlauf

### Große Renne
Die Große Renne entspringt an der Landstraße von Flechtingen nach Behnsdorf etwa 1 km vor letzterem in dem Sattel zwischen den Hügeln Hasenberg und Flechtinger Berg. Die ersten viereinhalb Kilometer fließt sie ostwärts. Schon nach 1,7 km mündet von rechts die 4,2 km lange Schenkenriethe, Der Fließweg von ihrem Ursprung bis zur Mündung der Spetze in die Aller beträgt mithin 26,27 km, während das hydrografisch definierte Gewässer aus Großer Renne, Flechtinger Schlossteich und Spetze nur 23,07 km misst. Am Ende des ostwärts führenden Abschnitts mündet von rechts auf 105 m ü. NHN der Sägemühlenbach. Gleich danach wendet sich die Große Renne nach Norden und mündet nach 1,23 km in den Flechtinger Schlossteich.

### Flechtinger Schlossteich
Der Flechtinger Schlossteich hat eine Nordsüdausdehnung von 830 m bei einer Breite von bis zu 400 m. Sein Spiegel liegt 97,6 m über dem Meer. Er ist durch Brückendämme in drei Teile gegliedert, die von der Mündung der Großen Renne bis zum Ausfluss der Spetze der Reihe nach von Süd nach Nord durchströmt werden.

### Spetze
Die Spetze verlässt den Flechtinger Schloßteich nahe der Westecke seines Nordufers und unterquert als erstes die Behnsdorfer Straße. Nach wenigen Metern wendet sie sich nach Nordosten. Am Ortsausgang biegt sie in nördliche Richtung ab und beschreibt bis zu ihrer Mündung einen weiten Bogen nach Westen. In ihrem Lauf nimmt sie mehrere Gräben und Zuflüsse auf, darunter von rechts bei Böddensell die Streenriethe, von links die Schönekenriethe, bei Grauingen den Sohlgraben, bei Etingen den Krummbek und bei Everingen den Renngraben, der dort unterbrochen ist und dessen westlicher Teil den Unterlauf der Spetze auf ca. 2,5 km Länge in einem Abstand von etwa 100 m begleitet, aber separat in die Aller mündet.

## Fauna
Aus der Spetze sind Vorkommen von Aal, Barsch, Döbel, Hecht, Karpfen, Rotauge, Schleie und Zander bekannt.